# Ласк, Эмиль
Эмиль Ласк (25 сентября 1875 — 26 мая 1915) — немецкий философ. Будучи студентом Генриха Риккерта во Фрайбургском университете, он был членом Юго-западной школы неокантианства.

## Биография
Ласк родился в австрийской Галиции, в семье еврейских родителей. После завершения своего философского образования во Фрайбурге он был назначен лектором в Гейдельберге в 1905 году, и он был избран профессором там незадолго до начала Первой мировой войны. Когда в 1914 году началась война, Ласк немедленно вызвался добровольцем. Поскольку, будучи гейдельбергским профессором, он считался бы незаменимым на домашнем фронте, ему не нужно было записываться в армию. Но, будучи идеалистом, Ласк считал, что он обязан служить своей стране. Ласка произвели в сержанты и отправили в Галицию на Восточный фронт, несмотря на хрупкое телосложение и сильную близорукость — что также означало, что он не мог стрелять, но он все равно чувствовал себя обязанным остаться на фронте. Ласк погиб во время войны, недалеко от города своего рождения, в Галицийской кампании. Вильгельм Виндельбанд отказался просить о своём возвращении в Гейдельберг как о необходимом для философии.
Ласк был важным и оригинальным мыслителем, чья плодотворная работа малоизвестна из-за его ранней смерти, а также из-за упадка неокантианства. Его опубликованные и некоторые неопубликованные работы были собраны в трехтомное издание его учеником Евгением Херригелем с уведомлением бывшего учителя Ласка Риккерта в 1923 и 1924 годах. Ласк представляет интерес для философов из-за его бескомпромиссной позиции и для историков философии из-за его влияния на Дьердя Лукача и молодого Мартина Хайдеггера. В книге «Бытие и время» (1927) Хайдеггер приписывает Ласку то, что он был единственным человеком, который воспринял исследования Эдмунда Гуссерля «позитивно вне основного потока феноменологических исследований», указывая на логические исследования Гуссерля (1900—1901) как на влияние на книгу Ласка «Логика философии и категориальный анализ» (1911) и Die Lehre vom Urteil (1912). Идеи Ласка также оказали влияние в Японии благодаря Херригелю, который жил и преподавал там в течение нескольких лет.
Его сестрой была поэтесса Берта Ласк.